# Anolis griseus
Anolis griseus este o specie de șopârle din genul Anolis, familia Polychrotidae, descrisă de Garman 1887. Conform Catalogue of Life specia Anolis griseus nu are subspecii cunoscute.